# Helesfa
Helesfa es un pueblo ubicado en el distrito de Szentlőrinc, en el condado de Baranya, Hungría.

## Superficie
Posee una superficie de 9,870 kilómetros cuadrados.

## Demografía
Hasta 2019 la población era de 488 habitantes, con una densidad de población de 49,44 habitantes por kilómetro cuadrado.